# Electro (Marvel Comics)
Electro, il cui vero nome è Maxwell "Max" Dillon, è un personaggio dei fumetti creato da Stan Lee e Steve Ditko, pubblicato dalla Marvel Comics. È apparso la prima volta nel numero 9 di The Amazing Spider-Man nel febbraio del 1964. Da allora Electro ha resistito come uno dei nemici più importanti del supereroe Spider-Man, sebbene sia anche entrato in conflitto con altri eroi, in particolare Daredevil. È un membro fondatore dei Sinistri Sei e il leader dell'incarnazione originale degli Emissari del Male, le prime squadre di supercriminali ad opporsi rispettivamente a Spider-Man e Daredevil.

## Biografia del personaggio
Maxwell Dillon era un ingegnere elettrico e operaio di linea.  Faceva parte di una compagnia elettrica ed era piuttosto esperto anche se avido e insensibile. Un giorno, mentre salvava un suo collega da dei cavi elettrici (ma solo dopo essersi fatto pagare) subì un bizzarro incidente: venne colpito da un fulmine e per la paura si aggrappò ai cavi; così facendo queste due cariche si respinsero a vicenda, lasciando indenne Max, ma gli provocò un cambiamento mutageno che lo trasformò in un condensatore elettrico vivente. I suoi poteri erano inizialmente deboli, quindi trascorse un po' di tempo a rubare apparecchiature elettriche dalle Stark Industries per caricarsi. Durante questo periodo, fu avvicinato da Magneto, che lo considerava una potenziale recluta per la sua Confraternita dei mutanti malvagi, affermando che il potere di Dillon rivaleggiava con il suo, ma Dillon rifiutò. Il giorno seguente, Dillon si è confrontato con un piccolo delinquente da cui aveva preso in prestito denaro per pagare i macchinari di cui aveva bisogno. Quando il delinquente gli ha puntato contro una pistola perché non aveva ancora restituito i soldi, ha risposto sparando un fulmine nel petto del delinquente, la prima volta che Dillon ha mai ucciso qualcuno. Ben presto prendendo il nome di "Electro", si dedicò a una vita da criminale professionista, e la sua prima vittima fu J. Jonah Jameson. Electro fece irruzione nel Daily Bugle per rubare dalla cassaforte di Jameson proprio di fronte a lui. Jameson accusò Spider-Man di essere un'identità alternativa di Electro, spingendo Spider-Man a dimostrare che l'editore si sbagliava. Durante il loro primo confronto in assoluto, Spider-Man è stato quasi ucciso dopo aver toccato il cattivo carico di elettricità. Spider-Man alla fine usò una manichetta antincendio per cortocircuitare Electro mentre indossava guanti di gomma per proteggersi.
Electro ha poi affrontato Daredevil per la prima volta quando ha cercato di entrare nel Baxter Building e fu nuovamente sconfitto. In seguito si unì ai Sinistri Sei originali guidati dal Dottor Octopus. Tempo dopo, Electro ha attaccato i Fantastici Quattro al matrimonio di Sue Storm e Reed Richards, sotto il controllo della macchina per il controllo mentale del Dottor Destino, ma a causa di Mister Fantastic lui, come gli altri cattivi, non ha memoria dell'incidente. In seguito reclutò gli Emissari del male in un complotto di vendetta contro Daredevil per le precedenti sconfitte.
Una volta Electro assorbì tutta l'energia elettrica di New York per guadagnarsi del rispetto, ma l'Uomo Ragno lo convinse ad arrendersi, preoccupato che quello sforzo potesse ucciderlo. Quando Kaine iniziò ad uccidere tutti i nemici del tessiragnatele, Electro preoccupato si unì ai Sinistri Sette di Mysterio, nella speranza che il gruppo potesse proteggerlo. Il gruppo si sciolse e si riformò ancora guidato da Mysterio per distruggere un senatore criminale che aveva sfruttato assieme al Dottor Octopus il gruppo e l'Uomo Ragno, in questa occasione Electro indossò un costume blu e bianco che aumentava i suoi poteri.

### Nel regno dei morti
Quando May Parker venne rapita da Norman Osborn, il Gufo fece credere al ragno che Electro e l'Avvoltoio fossero i rapitori. I due vennero trovati dall'eroe in un bordello per soli uomini e, una volta scoperto, Electro ingaggiò una lotta che mandò l'Uomo Ragno all'ospedale. Più tardi fu chiamato da Goblin assieme ad altri criminali per eliminare l'Uomo Ragno dopo che il supereroe aveva fatto evadere Osborn, nella speranza che liberasse sua zia May.

### Evasione dal Raft
Mesi dopo Electro fu ingaggiato da un misterioso e anonimo criminale per far evadere, tramite cortocircuito, i criminali detenuti al Raft: per fermare la rivolta, vennero formati i Nuovi Vendicatori. Riconosciuto dall'Uomo Ragno e rintracciato da Iron Man, gli eroi scoprirono che Dillon aveva intascato una grossa somma e che voleva utilizzarla per rifarsi una nuova vita con la sua fidanzata, che lavorava come cameriera. I suoi poteri vennero neutralizzati da Iron Man e, una volta inerme, minacciato da Luke Cage, per lo spavento ebbe un mancamento, e cadde in terra privo di sensi.

### Civil War
Durante Civil War attacca l'Uomo Ragno in un museo e si unisce ad altri criminali ma viene puntualmente sconfitto.

### Secret Invasion
Durante Secret Invasion si è scoperto che a ingaggiare Electro per la maxi evasione del Raft non fu altro che lo Skrull - Elektra, a capo della Mano.

### La sfida
Electro è il primo nemico dell'Uomo Ragno a tornare durante la serie La sfida. Si scopre che Dillon ha dei seri problemi con i suoi poteri, quindi si rivolge al Pensatore Pazzo, dal quale viene potenziato. Il nuovo Electro può trasformarsi in un raggio di energia elettrica e passare attraverso le prese di corrente e ogni oggetto elettrico. Electro crea un movimento popolare (Potere al popolo), con lo scopo di far rivoltare il popolo contro i potenti, tra i quali inserisce anche Dexter Bennet (attuale proprietario e direttore del Daily Bugle). Proprio negli uffici del DB Peter affronta Dillon, che fa crollare il palazzo. Electro viene arrestato e Bennet tratto in salvo dall'Uomo Ragno, mentre J. Jonah Jameson osserva impotente le macerie del suo palazzo. Nell'epilogo di Potere al popolo Dillon incontra il Camaleonte e la moglie di Kraven, che gli propongono di unirsi a loro e ad altri criminali per farla pagare al Ragno.

### Fino alla fine del mondo
Electro si unisce ai nuovi Sinistri Sei di Doc Ock e lo aiuta a rubare tecnologia dal Baxter Building e a rubare il Cannone Zero all'Intelligencia. Durante la battaglia con i Vendicatori è l'unico membro dei Sinistri Sei a essere sconfitto: viene infatti lanciato nello spazio da Thor.

### Superior Spider-Man
Electro ritorna sulla Terra e tenta di vendicarsi di Thor facendosi potenziare dall'A.I.M., ma viene sconfitto da Superior Spider-Man (cioè il Dottor Octopus nel corpo di Spider-Man) che lo imprigiona nel suo laboratorio. Successivamente Superior Spider-Man lo controlla mentalmente adoperando dei chip. Quando si libera Electro imperversa in tutta New York, ma viene sconfitto da Superior e Sun girl.

### Alleanza con la Gatta Nera
Dopo che Spider-Man lo ha trasformato nel suo burattino personale, Max ha perso credibilità come supercattivo. Per riguadagnarla decide di causare un'evasione di massa dal carcere Conway come fece con il Raft. Tuttavia, i suoi poteri vanno fuori controllo e distrugge l'intero edificio. Ora più pericoloso e più incontrollabile che mai, Electro si allea con la Gatta Nera per annientare l'Uomo Ragno. Allo stesso tempo, le Parker Industries iniziano a lavorare su un modo per depotenziare Dillon. Alla fine Electro viene sconfitto dal duo Spiderman e Silk e viene depotenziato dopo che la Gatta lo tradisce. Successivamente viene fatto evadere da un misterioso uomo vestito di rosso.

### La nuova Electro: Francine Frye
Francine Frye era una donna fan dei supercriminali e quando Electro stava perdendo il controllo delle sue capacità, andò a trovarla e la donna lo baciò morendo per elettrocuzione. Lo Sciacallo dopo la clonò per convincere Electro a sottoporsi a un esperimento che gli avrebbe ridato i poteri; l'esperimento fallì ma si scoprì che la saliva di Electro era stata mescolata con il DNA di Francine, che baciò per assorbire la sua elettricità residua uccidendolo nel processo. Successivamente combatte e uccide Prowler che aveva assistito alla scena costringendo lo Sciacallo a clonare anche lui.

## Poteri e abilità
Un campo magnetico insolitamente configurato è stato creato quando Max Dillon è stato colpito da un fulmine mentre teneva in mano cavi ad alta tensione e una bobina avvolta di cavo da un pollice, conferendogli poteri sovrumani. Electro può generare enormi quantità di elettricità, teoricamente fino a circa un milione di volt. Può impiegare questa energia elettrostatica come archi di fulmine dalla punta delle dita e la sua carica massima è più che sufficiente per uccidere un normale essere umano. Quando il suo corpo viene caricato a livelli elevati, diventa sovrumanamente forte e veloce. Può anche planare sulle linee elettriche usando l'elettricità in esse contenuta per la propulsione, e in alcune occasioni è stato dimostrato che cavalca effettivamente i fulmini. Durante un periodo in prigione, il Dottor Octopus gli diede l'idea di ionizzare i metalli e accendere il petrolio nei serbatoi dei veicoli per generare esplosioni. Può caricarsi per diventare più potente. Può anche assorbire l'energia di apparecchiature elettriche come una centrale elettrica per aumentare ulteriormente i suoi poteri.
Una procedura sperimentale ha aumentato i suoi poteri, consentendo a Electro di immagazzinare e assorbire una quantità apparentemente illimitata di elettricità. Sembrava anche ottenere il potere sul magnetismo in una certa misura, permettendogli di manipolare i campi magnetici e spostare gli oggetti in un modo simile a quello di Magneto, e potrebbe superare la sua vecchia debolezza per l'acqua usando i campi elettromagnetici intorno a lui per vaporizzare l'acqua prima che potesse toccarlo. Electro può ignorare qualsiasi dispositivo alimentato elettricamente e manipolarlo secondo i suoi comandi mentali. Utilizzando una fonte di energia elettrica esterna per ricaricare le riserve di energia del suo corpo, Electro potrebbe consumare elettricità indefinitamente senza diminuire le sue riserve personali. Quando è completamente carico, Electro è estremamente sensibile a tutto ciò che può "cortocircuitare" lui, come l'acqua. Electro si spinge lungo linee di forza magnetiche in oggetti che hanno un grande potenziale elettrico, come le linee elettriche ad alta tensione. Può anche creare ponti elettrostatici su cui percorrere, a costo di un grande dispendio di energia.
Nella saga La sfida Electro, dopo essersi affidato alle mani del Pensatore, che si è proposto di curare Max dal suo potere ormai degenerato, diventa ancora più potente, ottenendo la capacità di infiltrarsi in ogni oggetto elettrico e diventare lui stesso pura energia elettrica. Per poter sconfiggere Thor (che l'ha sconfitto e umiliato in Fino alla fine del mondo) Electro si è sottoposto a un esperimento dell'A.I.M. che l'ha trasformato in una sua versione di antimateria capace di percepire l'elettricità e di lanciare fulmini così potenti da danneggiare il Dio del Tuono, tuttavia ha apparentemente perso queste abilità nella stessa storia in cui le ha ottenute, per mano di Superior-Spider-Man. Recentemente a causa della Gatta Nera ha perso i suoi poteri.

## Altre versioni

### Ultimate
L'Electro di Ultimate Spider-Man è più potente della sua controparte classica. Oltre a Spiderman ha affrontato e messo in difficoltà anche avversari molto forti, come Thor, Goblin e Venom. Nell'aspetto è molto differente dall'originale. Non indossa un costume, ma può trasformarsi diventando interamente composto da energia elettrica dal colore blu-azzurro. Può volare e assorbire energia cambiando la sua aura da gialla ad azzurra. Ha debolezze simili alla sua versione classica e può entrare in coma se viene a contatto con grandi quantità d'acqua quando è trasformato. La prima volta che appare e combatte con Spiderman è al servizio di Kingpin. Riappare nella saga Morte di un Goblin. Riappare quando Norman, evaso dal carcere dello S.H.I.E.L.D., lo libera insieme agli altri Sinistri Sei, deciso più che mai a uccidere Peter con il gruppo. Raggiunta la casa di Parker, affronta in un breve scontro Johnny Storm / Torcia Umana e Bobby Drake / Uomo Ghiaccio, riuscendo a sconfiggerli. In seguito affronta Peter, che lo reputa il suo avversario più forte dopo Norman. Credendo che sia giunta la fine, Peter gli dice che lui è stato il suo più grande nemico. Dopo averlo ringraziato in modo sarcastico, Electro si prepara a sferrargli il colpo di grazia, ma viene fermato da May Parker, che gli spara in pieno cuore. La sua morte rilascia l'energia elettrica da lui incanalata, che si riversa sui Sei come una bomba che li uccide tutti in un colpo solo. Il suo cadavere viene in seguito gettato in una fossa venendo seppellito da un cumulo di terra. In "Ultimate Comics Spider-Man", sequel del fumetto, si scopre che è ancora vivo.

### MC 2
Compare nella realtà alternativa di Terra-982, dov'è il padre di Aftershock.

### Marvel zombies il ritorno
Quando l'Uomo Ragno zombie arriva nella dimensione Z, uccise Electro decapitandolo con le ali dell'Avvoltoio strappate brutalmente, uccidendo i sinistri 6 (tranne Sandman). Il suo corpo tuttavia si rianima e non avendo una testa non poteva mangiare i compagni di Peter Parker, ma ciò non gli impediva di fare danno, lanciando fulmini all'impazzata.

## Golden age
Electro è il nome di altri due personaggi, realizzati durante gli anni quaranta dai predecessori della Marvel.

### Timely Comics
Electro è il protagonista di alcune storie apparse su Marvel Mystery dal n. 4 al 19 (febbraio 1940-maggio 1941) scritte e disegnate da Steve Dahlman. Si tratta di un potente robot costruito dal ricco professor Philo Zog, che lo guida a distanza. In anni più recenti è apparso nelle miniserie The Twelve del 2008, in Progetto Marvels del 2009 e nella storia Progetto: Superdemolitore! (Project: Blockbuster!) al fianco di Namor, Angelo e della Torcia Umana, realizzata per Marvel Mistery Comics 70th Anniversary Special, speciale commemorativo del settantesimo anniversario della Marvel.

### Atlas Comics
Durante gli anni cinquanta è stato realizzato un secondo personaggio di nome Electro, ideato graficamente da John Romita Sr. e apparso per la prima volta nel numero 78 (settembre 1954) di Capitan America. Si tratta di un russo che, dopo essere stato mutato in una creatura dotata di forza sovraumana e dell'abilità di lanciare scariche elettriche, viene inviato negli Stati Uniti per uccidere l'omonimo protagonista della serie: anni dopo, grazie ad una retcon, verrà stabilito che non si trattava di Steve Rogers, bensì di un impostore denominato "Capitan America IV". La seconda apparizione di Electro avviene nel 1994, all'interno del 13°annual dedicato a Capitan America: in un flashback viene temporaneamente resuscitato dal Teschio Rosso comunista Albert Malik e di nuovo sconfitto da Capitan America IV e da Bucky III. Electro è apparso anche nello speciale What If? n. 9 (giugno 1978), intitolato What If the Avengers had fought Evil During the 1950s?, dove combatte contro una ipotetica formazione dei Vendicatori formata da 3-D Man, Marvel Boy, Venus, Human Robot, Jimmy Woo e Gorilla-Man.

## Altri media

### Animazione
- Electro compare in cameo nella serie animata The Marvel Super Heroes.
- Il personaggio compare nelle serie animate L'Uomo Ragno, L'Uomo Ragno e i suoi fantastici amici e Spider-Man: The New Animated Series.
- Nella serie animata del 1994, il nome del suo alter ego non è Max Dillon, ma Rheinolt Kragov, è il figlio di Teschio Rosso ed è molto più potente rispetto alla sua versione cartacea.
- Nella serie animata Spider-Man Unlimited, appare una versione aliena della Contro-Terra, molto simile a un'anguilla elettrica bestiale che possiede l'elettrocinesi e serve come guardia dell'Alto Evoluzionario prima che venga sconfitto dall'Uomo Ragno.
- Max Dillon/Electro compare nella serie animata The Spectacular Spider-Man, dove non è in grado di controllare i suoi poteri e indossa una tuta isolante. È rimasto vittima di un incidente in una vasca con anguille elettriche di Curt Connors. Da allora attacca Spider-Man da solo o con i Sinistri Sei e ammira molto il Dottor Octopus.
- Electro è presente anche nella serie animata Ultimate Spider-Man. Qui il suo aspetto  era inizialmente uguale a quello dei fumetti classici, ma in seguito è mutato assomigliando alla sua versione Ultimate.
- Electro è apparso anche nell'anime Disk Wars: Avengers.
- Francine Frye come Electro compare nella serie animata Spider-Man.
- Electro compare anche nella serie animata Marvel Super Hero Adventures.

### Cinema

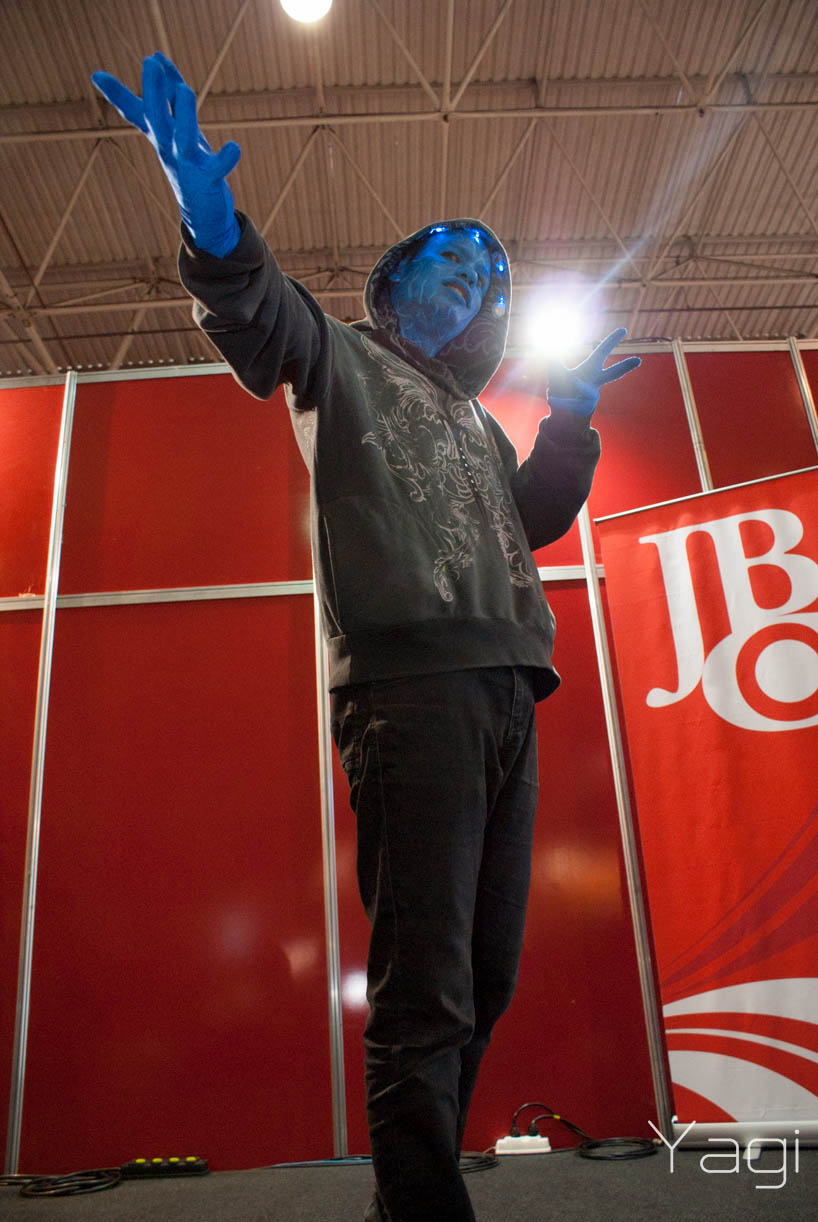
Un cosplay di Electro nel film The Amazing Spider-Man 2 - Il potere di Electro.

- Electro è uno dei due antagonisti principali del film The Amazing Spider-Man 2 - Il potere di Electro (2014) diretto da Marc Webb, dove, interpretato da Jamie Foxx, indossa un'armatura funzionale al contenimento dei suoi poteri, assimilabile alla fusione del costume classico e di quello Ultimate. Il suo aspetto è simile alla sua versione Ultimate, essendo composto interamente di energia elettrica e di colore blu. A differenza del fumetto, non può trasformarsi da umano a elettrico a suo piacimento, ma rimarrà perennemente nello stadio elettrico nel film. Foxx ha rivelato che il personaggio è stato ridisegnato per essere più fondato e che il classico vestito giallo e verde del cattivo sarebbe stato omesso in favore di un look moderno. Questa incarnazione del personaggio è afroamericana, invece di essere caucasica come nei fumetti. Nel film Max lavora alla Oscorp come ingegnere elettrotecnico e diventa Electro dopo essere stato fulminato dalla corrente che fluisce fuori da alcuni cavi ed essere caduto in una vasca di anguille elettriche che amplificano gli effetti dell'incidente. Inizialmente, usa i suoi poteri per essere al centro dell'attenzione della gente, per la prima volta dopo una vita passata nell'ombra senza nemmeno un amico e prova un'immensa ammirazione nei confronti di Spider-Man, poiché quest'ultimo gli aveva in precedenza salvato la vita. Ma quando l'Arrampicamuri gli ruba senza volerlo la scena diviene furioso e si trasforma in un suo potente e letale avversario, alleandosi in seguito con Harry Osborn. Muore quando Spider-Man e Gwen Stacy, come ultima opzione per fermarlo, lo sovraccaricano di energia fino a farlo esplodere. Questa versione cinematografica sarebbe dovuta rientrare in uno spin-off sui Sinistri Sei (nei fumetti il personaggio è membro di tutte le formazioni della squadra), come anticipato nelle scene finali del film. Ma l'insuccesso a livello di critica e una decisione sul riavvio della saga dopo un accordo con la Marvel (e la seguente realizzazione di Spider-Man: Homecoming) portarono alla cancellazione del progetto.
- L'iterazione di Electro dell'universo di Marc Webb appare come antagonista secondario nel film del Marvel Cinematic Universe Spider-Man: No Way Home (2021), interpretato nuovamente da Jamie Foxx.[7][8] Max Dillon, alias Electro, viene riportato in vita in un altro universo a causa di brecce nel Multiverso provocate dall'incantesimo rovinato del Dottor Strange. Non capendo inizialmente quello che gli è successo, comincia ad assorbire elettricità fino a quando non viene trovato dallo Spider-Man di quella realtà alternativa, che con l'aiuto dell'Uomo Sabbia (a sua volta proveniente da un altro universo) lo sconfigge, portando Dillon a riassumere il suo aspetto umano, anche se leggermente diverso da quello che aveva prima (come notato poi da Lizard) per via della differenza di energia tra universi. Dopo essere stato informato di dove si trova, viene trasportato nel Sanctum Sanctorum assieme ad altri "visitatori" come lui, dove incontra il suo ex collega alla Oscorp, il dottor Curt Connors (Lizard) e spiega agli altri delle azioni da egli compiute nel loro universo originale. Quando l'Uomo Sabbia rivela che sia il Goblin che il Dottor Octopus sono originariamente morti combattendo Spider-Man, Max realizza di aver subito il suo medesimo destino, rifiutandosi quindi di tornare al proprio universo. Quando riceva la possibilità di una cura per i suoi poteri, dapprima accetta per sfuggire alla sua morte, ma prende interesse per il mondo in cui si trova, per poi venire convinto dal Goblin a ribellarsi e ruba un Reattore Arc per aumentare le sue abilità elettriche (assumendo un look più simile a quello dei fumetti originali, invece di quello che aveva nel secondo film di The Amazing Spider-Man). In seguito, insieme a Lizard e l'Uomo Sabbia, Electro affronta Spider-Man e le sue due varianti alternative (una di essa la versione che conosce lui del suo mondo), ma i suoi poteri vengono neutralizzati grazie all'assistenza del Dottor Octopus. Alla fine Max si riappacifica col suo Spider-Man dopo essere stato convinto che non è un "nessuno" e viene rimandato nel suo universo natale dal Dottor Strange, insieme con Peter e Connors. Non è spiegata la ragione per cui è stato coinvolto nel sortilegio iniziale nonostante non avesse scoperto la vera identità di Spider-Man prima di questo film, informazione che accomunava tutti gli altri "visitatori" secondo Strange. Tuttavia esiste una teoria creata da un fan in grado di risolvere questa incongruenza: ricordando il momento precedente al suo ingresso nell'MCU, Max afferma che durante il suo sovraccarico mortale stava assorbendo dati e trasformandosi in pura energia. Dunque Electro, connettendosi alla rete Internet e a diversi dispositivi (tra cui quello del Peter del suo universo), sarebbe riuscito a scoprire il vero nome di Spider-Man pochi secondi prima di morire, giustificando la sua presenza nel film (nonostante abbia visto il volto del Peter Parker del suo universo soltanto nello scontro finale).[9]

### Videogiochi
- Appare anche nel videogioco Ultimate Spider-Man, ed è il cattivo principale del videogioco per PSX Spider-Man - Enter Electro. Sarà presente anche in Spider-Man: Il regno delle ombre prima come boss e poi come alleato, lo bisognerà sconfiggere perché seminerà il panico per le città perché hanno catturato sua sorella che è stata infettata dai simbionti.
- Electro appare anche come terzultimo boss nel videogioco The Amazing Spider-Man 2.
- Electro appare come personaggio giocabile nel videogioco per smartphone Marvel: Sfida dei campioni.
- La versione classica e Ultimate di Electro compaiono come personaggi giocabili in LEGO Marvel Super Heroes mentre la versione classica e 2099 compare in LEGO Marvel Super Heroes 2.
- Appare nel videogioco Spider-Man per PlayStation 4, in cui viene fatto evadere di prigione dal Dottor Octopus e fa squadra con l'Avvoltoio, con la promessa di ricevere un potenziamento dei suoi poteri.
- Nel sequel Spider-Man 2 per PlayStation 5, il personaggio non compare fisicamente, ma viene lasciato intendere che sia stato catturato ed ucciso da Kraven, in quanto la sua tuta elettrica viene conservata nel nascondiglio del cacciatore come un trofeo.

## Curiosità
- È stato l'unico a far parte di tutte le formazioni dei Sinistri Sei.